# Lampides aditja
Lampides aditja är en fjärilsart som beskrevs av Hans Fruhstorfer 1916. Lampides aditja ingår i släktet Lampides och familjen juvelvingar. Inga underarter finns listade i Catalogue of Life.